# Bhaderwah
Bhaderwah (o Bhadrawah, Bhadarwab, Bhadarwah) è una città dell'India di 10.849 abitanti, situata nel distretto di Doda, nel territorio del Jammu e Kashmir. In base al numero di abitanti la città rientra nella classe IV (da 10.000 a 19.999 persone).

## Geografia fisica
La città è situata a 32° 58' 60 N e 75° 43' 0 E e ha un'altitudine di 1.613 m s.l.m..

## Società

### Evoluzione demografica
Al censimento del 2001 la popolazione di Bhaderwah assommava a 10.849 persone, delle quali 6.353 maschi e 4.496 femmine. I bambini di età inferiore o uguale ai sei anni assommavano a 1.112, dei quali 598 maschi e 514 femmine. Infine, coloro che erano in grado di saper almeno leggere e scrivere erano 8.270, dei quali 5.327 maschi e 2.943 femmine.